# 3978 Клепеста
3978 Клепеста (3978 Klepesta) — астероїд головного поясу, відкритий 7 листопада 1983 року.
Тіссеранів параметр щодо Юпітера — 3,261.